# Third Ear Band (album)
Third Ear Band,  è il secondo album del gruppo musicale inglese Third Ear Band, pubblicato nel 1970 dalla Harvest Records. L'album venne anche pubblicato con il titolo Elements.

## Il disco
Third Ear Band è un concept album composto di quattro lunghi brani strumentali, ognuno dedicato a uno dei quattro elementi della filosofia presocratica. I quattro brani sono di difficile classificazione, presentano connotati mistici e psichedelici, e trasfigurano il folk universale in chiave esoterica.

## Accoglienza
| Recensione     | Giudizio       |
| -------------- | -------------- |
| AllMusic       |                |
| Cesare Rizzi   |                |
| Piero Scaruffi |                |
| Ondarock       | pietra miliare |

Third Ear Band è stato molto apprezzato dagli specialisti, e viene ritenuto uno dei migliori album della band, nonché uno dei migliori album di rock progressivo del periodo. È inoltre presente in vari libri e classifiche dedicati ai migliori album pop/rock. Cesare Rizzi lo considera più compiuto, omogeneo, e rifinito del precedente Alchemy, e afferma che si tratta di "un disco notturno, da ascoltare scollegando quattro sensi e utilizzando solo l'udito, solo così si possono cogliere certi dettagli che rimandano alle ispirazioni." Oltre a considerarlo uno dei capolavori della musica rock tutta, Piero Scaruffi dichiara che le quattro tracce dell'album "costituiscono i vertici della musica del 'terzo orecchio', giunta qui a limiti insuperabili di fusion esotica e di libera sperimentazione."

## Formazione
- Paul Minns – oboe
- Glen Sweeney – percussioni
- Ursula Smith – violoncello
- Richard Coff – violino, viola

## Tracce
Tutti i brani sono dei Third Ear Band.
1. Air – 10:30
2. Earth – 9:53
3. Fire – 9:19
4. Water – 7:04